# Somostető
Koordináták: é. sz. 46° 32′ 55″, k. h. 24° 35′ 15″46.548611°N 24.587500°E
A Somostető (románul Platoul Cornești)  Marosvásárhely fölé emelkedő domb. 

A tetején van egy parkosított rész, és az állatkert is itt található, valamint egy régi vendéglő (a régi polgári lőtér épülete), a hajdani Ceaușescu-villa, a gyermekvasút és egy víztorony. A belváros felőli részére a város jómódú lakosai húztak fel házakat. Ugyancsak ezen a részen található a zsidó temető, a Központi városi temető és a Szovjet hősök temetője. A Központ felé néző oldalán a Trébely-szőlő húzódik, míg a Tudor lakónegyed felé néző oldalán a Nagyhegyszőlő található. A Somostető maradék részét tölgyből és gyertyánból álló erdő borítja, amiben jelzett turistautak vezetnek a vásárhelyiek kedvenc kirándulóhelyei felé: Németkalap, Terebics, Cinege-tető.